# Леонтьев, Александр Александрович
Александр Александрович Лео́нтьев (1859, Санкт-Петербург — 1923) — русский правовед, исследователь крестьянского права.

## Биография
Происходил из дворянского рода Леонтьевых: сын генерал-лейтенанта А. Н. Леонтьева. Родился в Санкт-Петербурге в 1859 году.
Воспитывался в Пажеском корпусе; поручиком участвовал в русско-турецкой войне 1877—1878 годов. 
В 1880 году вышел в отставку. Поступил на юридический факультет Петербургского университета, после окончания которого был товарищем обер-прокурора 2-го департамента Сената. 
С 1905 года состоял присяжным поверенным округа Санкт-Петербургской судебной палаты. 
Был преподавателем крестьянского права в Санкт-Петербургском политехническом институте.
Умер в 1923 году.